# Rohaire
Rohaire és un municipi francès, situat al departament de l'Eure i Loir i a la regió de Centre – Vall del Loira. L'any 2007 tenia 129 habitants.

## Demografia

### Població
El 2007 la població de fet de Rohaire era de 129 persones. Hi havia 54 famílies, de les quals 19 eren unipersonals (15 homes vivint sols i 4 dones vivint soles), 12 parelles sense fills, 15 parelles amb fills i 8 famílies monoparentals amb fills.
La població ha evolucionat segons el següent gràfic:
Habitants censats

### Habitatges
El 2007 hi havia 81 habitatges, 55 eren l'habitatge principal de la família, 24 eren segones residències i 2 estaven desocupats. Tots els 81 habitatges eren cases. Dels 55 habitatges principals, 49 estaven ocupats pels seus propietaris, 3 estaven llogats i ocupats pels llogaters i 3 estaven cedits a títol gratuït; 1 tenia una cambra, 1 en tenia dues, 13 en tenien tres, 11 en tenien quatre i 29 en tenien cinc o més. 49 habitatges disposaven pel capbaix d'una plaça de pàrquing. A 24 habitatges hi havia un automòbil i a 26 n'hi havia dos o més.

### Piràmide de població
La piràmide de població per edats i sexe el 2009 era:
| Homes | Edats   | Dones |
| ----- | ------- | ----- |
| 0     | 95 o +  | 0     |
| 0     | 90 a 94 | 0     |
| 0     | 85 a 89 | 0     |
| 0     | 80 a 84 | 0     |
| 4     | 75 a 79 | 4     |
| 0     | 70 a 74 | 0     |
| 4     | 65 a 69 | 4     |
| 12    | 60 a 64 | 4     |
| 4     | 55 a 59 | 0     |
| 8     | 50 a 54 | 12    |
| 4     | 45 a 49 | 0     |
| 4     | 40 a 44 | 8     |
| 4     | 35 a 39 | 8     |
| 4     | 30 a 34 | 4     |
| 8     | 25 a 29 | 0     |
| 0     | 20 a 24 | 12    |
| 8     | 15 a 19 | 8     |
| 4     | 10 a 14 | 8     |
| 4     | 5 a 9   | 0     |
| 0     | 0 a 4   | 4     |

## Economia
El 2007 la població en edat de treballar era de 89 persones, 72 eren actives i 17 eren inactives. De les 72 persones actives 64 estaven ocupades (36 homes i 28 dones) i 9 estaven aturades (4 homes i 5 dones). De les 17 persones inactives 5 estaven jubilades, 9 estaven estudiant i 3 estaven classificades com a «altres inactius».

### Ingressos
El 2009 a Rohaire hi havia 61 unitats fiscals que integraven 141 persones, la mediana anual d'ingressos fiscals per persona era de 20.831 €.

### Activitats econòmiques
Dels 3 establiments que hi havia el 2007, 1 era d'una empresa de construcció, 1 d'una empresa de comerç i reparació d'automòbils i 1 d'una empresa de serveis.
L'únic servei als particulars que hi havia el 2009 era una fusteria.
L'any 2000 a Rohaire hi havia 13 explotacions agrícoles que ocupaven un total de 960 hectàrees.

## Poblacions més properes
El següent diagrama mostra les poblacions més properes.